# 久保正彰 (アナウンサー)
久保 正彰（くぼ まさあき、1953年7月20日 - ）は、長野県を拠点に活動している日本のフリーアナウンサー。

## 来歴
長野市出身。長野県長野高等学校を経て、早稲田大学卒業。
大学を卒業後、1977年に信越放送 (SBC) に入社。同局のアナウンサーになり、後に報道局アナウンス部長に就任する。1980年と1981年に『飛び出せ!全国DJ諸君』で優秀賞を受賞。
その後は地元を拠点にフリーアナウンサーとして活動。それと並行してSBCラジオのパーソナリティも務めていたが、2022年9月27日放送の『モーニングワイド・ラジオJ』への出演を最後にパーソナリティを卒業した。同番組には、途中出演休止期間を挿みつつも2003年3月の放送開始時から出演していた。

## 担当番組

### ラジオ番組
- くぼまさあきのがんばるぞー（SBCラジオ）
- SBC歌謡ベスト10 → くぼまさあきの歌謡ベスト10（SBCラジオ）
- くぼマサアキの青春ING（SBCラジオ）
- ときめきワイド 午後はおまかせ（SBCラジオ）
- ラジオ五人囃子（SBCラジオ）
- ちょっと腕まくり（SBCラジオ）
- スタートいちばん（SBCラジオ）
- 昼までワイド 今日もGOっきげん（SBCラジオ）
- できたてワイド ラジオどんぶり（SBCラジオ）[1]
- モーニングワイド・ラジオJ（SBCラジオ）( - 2022年9月27日)
- 青春の日の歌謡曲（SBCラジオ）[3]
- 情報わんさか GO!GO!ワイド らじ☆カン（SBCラジオ）
- 信毎ニュース（SBCラジオ）

### テレビ番組
- SBCニュースワイド（信越放送）
- ザ・ベストテン（TBS） - 初代SBC追っかけマン・ラジオベストテン情報SBCラジオ担当